# Медаль сопротивления имени Чико Мендеса
Медаль сопротивления имени Чико Мендеса (порт. Medalha Chico Mendes de Resistência) — негосударственная награда, учрежденная в 1988 году бразильской Группой против пыток. Ею награждаются отдельные персоны или организации и коллективы, которые борются за права человека и создание более справедливого общества. Название получила в честь национального героя Чико Мендеса.

## Некоторые награждённые

### 1989
- Оскар Нимейер
- Паулу Эваристу Арнс

### 1990
- Луис Карлос Престес
- Фернандо Карденаль

### 1994
- Карлуш Маригелла
- Паулу Фрейре

### 1995
- Карлуш Ламарка

### 1996
- Народ Восточного Тимора
- Human Rights Watch
- Анна Мария Насинович Корреа

### 1997
- Эрнесто Че Гевара
- Леонардо Бофф

### 1998
- Элдер Камара
- Жуан Педру Стедиле

### 1999
- Фрей Бетто
- Мартин Альмада

### 2003
- Бразильские участники Интербригад в гражданской войне в Испании
- Грасильяну Рамус

### 2004
- Международная амнистия

### 2005
- Движение безземельных крестьян
- Дороти Стэнг

### 2006
- Жуан Салданья

### 2007
- Аугусту Боал

### 2008
- Indymedia
- Брэд Уилл

### 2009
- Кубинская пятёрка

### 2014
- Жуан Гуларт
- Джулиан Ассанж